# Leptotarsus (Pseudoleptotarsus) liponeurus
Leptotarsus (Pseudoleptotarsus) liponeurus is een tweevleugelige uit de familie langpootmuggen (Tipulidae). De soort komt voor in het Australaziatisch gebied.